# زلزال جازان
زلزال جازان هو زلزال وقع بمنطقة جازان جنوب غربي السعودية، وذلك في يوم الخميس 23 يناير 2014 (22 ربيع الأول 1435 هـ)، وقد ضرب الزلزال جازان والمناطق المحيطة بها بقوة 5.1 درجات على مقياس ريختر.
وقد تعرضت المنطقة لعدد من الهزات الارتدادية،
التي استمرت حتى صباح يوم الاثنين الموافق 27 يناير 2014 (26 ربيع الأول 1435 هـ)، حيث بلغ عددها 37 هزة تراوحت قوة الهزات بين 0.94 إلى 5.1 درجة على مقياس ريختر.